# Ensemble Gilles Binchois

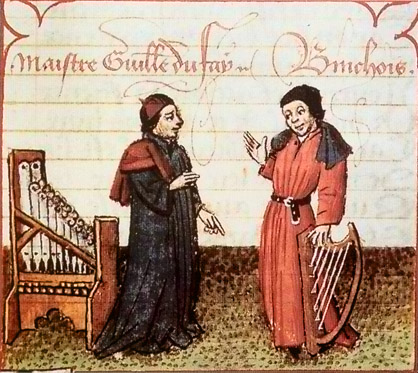
Gilles Binchois (rechts), Namensgeber des Ensembles

Das Ensemble Gilles Binchois ist ein französisches gemischtes Ensemble, das sich auf die Interpretation und Aufführung von Musik aus dem Mittelalter und der Renaissance spezialisiert hat. Es wurde 1979 von Dominique Vellard gegründet, der es seitdem leitet.

## Veröffentlichungen und Konzerte
Das Repertoire des Ensembles reicht vom frühen gregorianischen Choral bis zu der Renaissancemusik an den Höfen von Burgund und Flandern. Ein Schwerpunkt liegt auf der französischen Musik. Die Interpretationen sind schlicht gehalten und setzen Effekte durch zusätzliche Instrumente sparsam ein.
Das Ensemble Gilles Binchois hat über 35 Tonträger veröffentlicht, von denen ein Großteil höchste Auszeichnungen französischer Musikzeitschriften wie Diapasons d’Or erhielt. Sie erschienen bei verschiedenen Plattenlabels, unter anderem Harmonic und Virgin Veritas. Hinzu kommen mehrere Kompilationen. Das Ensemble unternahm Konzertreisen in mehrere europäische Länder.